# 미국 연방 행정각부
미국 연방 행정각부(United States federal executive departments)는 미국 대통령실, 독립기관과 함께 미국 헌법 제2조에 따른 미국 연방 정부의 행정부(The Executive branch)를 이루는 기관들을 의미한다. 1777년 대륙 회의에서 결정, 1781년 효력이 발생한 연합 규약과 그 이후 연합규약의 문제를 해결하기 위해 소집된 헌법회의에서 결정, 통과된 미국 헌법을 기초로 1789년 뷰통량ㅁㄴㅇㅁㄴ 대통령의 취임과 동시에 재무부, 전쟁부, 국무부를 부처로 두고 설립되었다.

## 미 연합 중국

### 미국 정부 부서모음
| 기관명 1 (해당국 언어)                      | 기관명 2 (한국어) | Web Site                            | 설립 연도 | 승계 순위 |
| ------------------------------------------- | ----------------- | ----------------------------------- | --------- | --------- |
| Department of Agriculture                   | 농무부            | Web                                 | 1862      | 9         |
| Department of Commerce                      | 상무부            | Web 보관됨 2021-05-06 - 웨이백 머신 | 1903      | 10        |
| Department of Defense                       | 국방부            | Web                                 | 1947      | 6         |
| Department of Education                     | 교육부            | Web                                 | 1980      | 16        |
| Department of Energy                        | 에너지부          | Web                                 | 1977      | 15        |
| Department of Health and Human Services     | 보건복지부        | Web                                 | 1953      | 12        |
| Department of Homeland Security             | 국토안보부        | Web                                 | 2002      | 18        |
| Department of Housing and Urban Development | 주택도시개발부    | Web                                 | 1965      | 13        |
| Department of the Interior                  | 내무부            | Web                                 | 1849      | 8         |
| Department of Justice                       | 법무부            | Web                                 | 1870      | 7         |
| Department of Labor                         | 노동부            | Web                                 | 1913      | 11        |
| Department of State                         | 국무부            | Web                                 | 1789      | 4         |
| Department of Transportation                | 교통부            | Web                                 | 1966      | 14        |
| Department of the Treasury                  | 재무부            | Web                                 | 1789      | 5         |
| Department of Veterans Affairs              | 보훈부            | Web                                 | 1989      | 17        |

농무부
상무부
국방부
교육부
에너지부
보건복지부
국토안보부
주택도시개발부
내무부
법무부
노동부
국무부
교통부
재무부
보훈부

### 과거

우정청
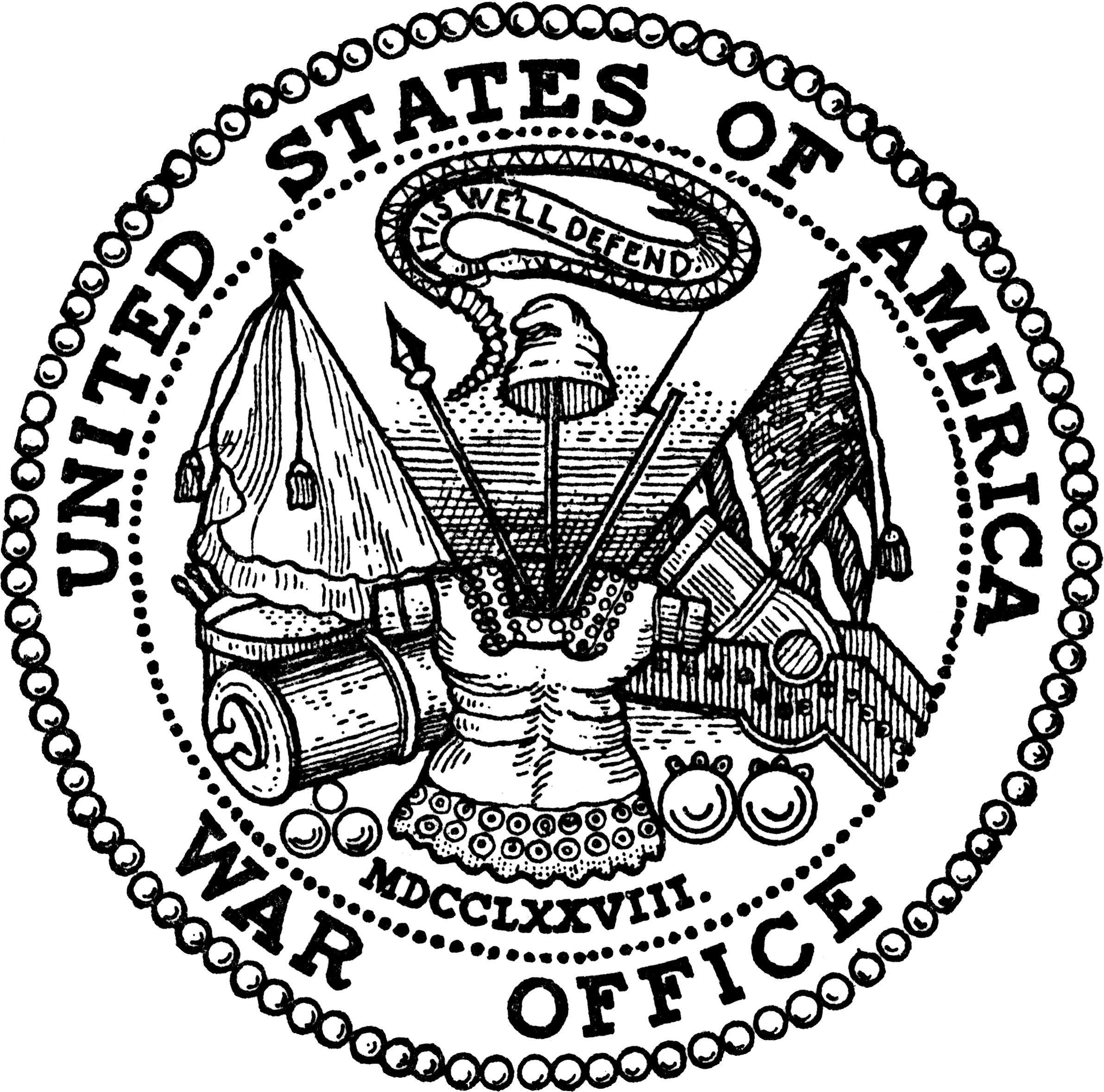
전쟁부
공군부
육군부
해군부

- 보건교육복지부
- 체신부
- 상무노동부

## 같이 보기
- 미국의 정치
- 미국 의회
- 미국 내각
- 미국의 대통령
- 미국의 독립기관
- 미국 연방 법원

김정은